# Pilar López de Ayala

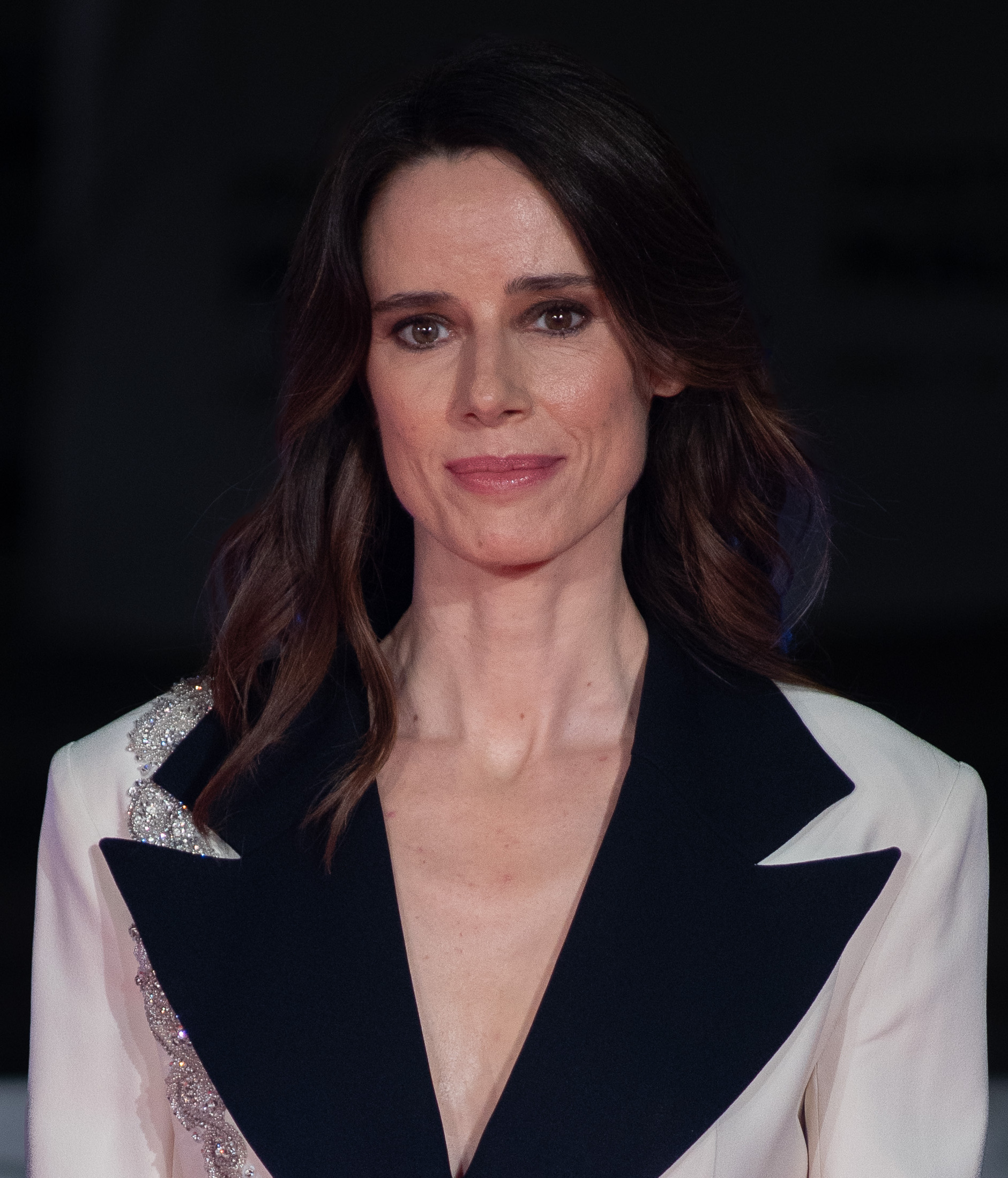
Pilar López de Ayala, 2024

Pilar López de Ayala (* 18. September 1978 in Madrid) ist eine spanische Filmschauspielerin und Goya-Preisträgerin.

## Leben
Pilar López de Ayala wurde Mitte der 1990er Jahre als Filmschauspielerin tätig.
2002 wurde sie für ihre Rolle als Johanna von Kastilien in der Biografie Juana la Loca mit dem Goya als Beste Hauptdarstellerin ausgezeichnet. Für Obaba (2005), Lope (2010) und Intruders (2011) wurde sie jeweils für den Goya als Beste Nebendarstellerin nominiert.

## Filmografie (Auswahl)
- 1996: Yo, una mujer (Fernsehserie, 13 Folgen)
- 1996–1997: Menudo es mi padre (Fernsehserie, 15 Folgen)
- 1997–1999: Al salir de clase (Fernsehserie, 386 Folgen)
- 2000: Living It Up – Nur eine Woche Millionär (La gran vida)
- 2000: Besos para todos
- 2000: Báilame el agua
- 2001: Juana la Loca
- 2004: Die Brücke von San Luis Rey (El puente de San Luis Rey)
- 2005: Obaba
- 2006: Bienvenido a casa
- 2007: Las 13 rosas
- 2007: Dans la ville de Sylvia
- 2008: Endlich Vater (Comme les autres)
- 2008: Las Bandidas – Kann Rache schön sein! (Solo quiero caminar)
- 2010: The Outlaw – Krieger aus Leidenschaft (Lope)
- 2010: O Estranho Caso de Angélica
- 2011: Intruders
- 2011: Medianeras
- 2016: Rumbos
- 2017: Agadah